# گووزدیکا ۲اس۱
گووزدیکا ۲اس۱ (روسی: 2С۱ «Гвоздика») توپخانه خودکششی، وسیله نقلیه آبی‌خاکی و خودرو نظامی چندمنظوره ساخت شرکت خارکیو تراکتور در اتحاد جماهیر شوروی سوسیالیستی است، که در سال ۱۹۷۲ تولید آن آغاز گردید.